# Campeonato Piauiense de Futebol de 2023 - Segunda Divisão
O Campeonato Piauiense de 2023 - Série B foi a 19.ª edição desta competição futebolística organizada pela Federação de Futebol do Piauí (FFP), equivalente ao segundo escalão do futebol piauiense.
A competição contou inicialmente com a participação de cinco equipes: Flamengo, Oeirense, Piauí, Picos e Tiradentes, contudo, este último mencionado desistiu durante o arbitral do torneio. Foi disputada de 23 de setembro até 21 de outubro, com o Oeirense sagrando-se campeão ao vencer o Picos na final por 1–0, em jogo único. Os finalistas também garantiram o acesso à primeira divisão piauiense de 2024.

## Formato e participantes
As primeiras informações sobre a competição foram divulgadas em 15 de novembro de 2022 via uma notícia no website oficial da FFP. Nele a FFP anunciava o calendário da temporada piauiense de 2023, e afirmava que o torneio iniciaria no segundo semestre, entre setembro e novembro, sem data exata.
Em 13 de junho de 2023, aconteceu um encontro na sede da FFP entre os representantes dos clubes interessados na participação do torneio: Flamengo-PI, Piauí, Picos, Oeirense e Tiradentes. Em 7 de agosto, terminou o prazo da inscrição, e foi marcado o arbitral do torneio - que definiria como seria a competição - para o dia seguinte. Em 9 de agosto, o formato da competição foi divulgado, onde as equipes enfrentariam entre si em turno e returno num sistema de pontos corridos. Ao final desta fase, os dois melhores colocados garantiriam o acesso à primeira divisão de 2024 e avançariam à decisão, em jogo único, na qual o vencedor seria definido o campeão desta edição. No caso de empate, seria levado à decisão por pênaltis. O Tiradentes anunciou sua desistência durante o arbitral.
Em 11 de agosto, a FFP divulgou em seu website oficial a tabela completa da competição. O torneio começaria a partir de 23 de setembro. Abaixo, está as informações básicas dos participantes:
| Equipe      | Cidade   | Títulos         | Ref   |
| ----------- | -------- | --------------- | ----- |
| Flamengo-PI | Teresina | —               | [ 7 ] |
| Oeirense    | Oeiras   | 1 (2021)        | [ 7 ] |
| Piauí       | Teresina | 1 (1957)        | [ 7 ] |
| Picos       | Picos    | 2 (2007 e 2019) | [ 7 ] |

## Resultados

### Primeira fase
| Pos | Equipe      | Pts | J | V | E | D | GP | GC | SG |                                                           |
| --- | ----------- | --- | - | - | - | - | -- | -- | -- | --------------------------------------------------------- |
| 1   | Picos       | 14  | 6 | 4 | 2 | 0 | 8  | 3  | +5 | Classificados para a final e promovidos à Série A de 2024 |
| 2   | Oeirense    | 11  | 6 | 3 | 2 | 1 | 6  | 4  | +2 | Classificados para a final e promovidos à Série A de 2024 |
| 3   | Flamengo-PI | 5   | 6 | 1 | 2 | 3 | 6  | 8  | −2 | Eliminados                                                |
| 4   | Piauí       | 3   | 6 | 1 | 0 | 5 | 3  | 8  | −5 | Eliminados                                                |

#### Confrontos
| Mandante \ Visitante | FLA | OEI | PIA | PIC |
| -------------------- | --- | --- | --- | --- |
| Flamengo-PI          | —   | 1–1 | 0–2 | 1–1 |
| Oeirense             | 1–0 | —   | 1–0 | 1–1 |
| Piauí                | 1–4 | 0–1 | —   | 0–1 |
| Picos                | 2–0 | 2–1 | 1–0 | —   |

### Final
| 21 de outubro | Picos | 0 – 1  | Oeirense     | Helvídio Nunes, Picos                |
| 16:00         |       | Súmula | 45+1' Cássio | Árbitro: Antonio Dib Moraes de Sousa |

## Artilharia
O torneio terminou com 23 gols marcados em 13 partidas. Os jogadores responsáveis pelos gols estão listados a seguir: